# 孔雀座NU
孔雀座NU，又名CP-59 7564，HD 189124、SAO 246389、HR 7625，是孔雀座的一颗恒星，视星等为5.13，位于銀經337.85，銀緯-31.96，其B1900.0坐标为赤經19h 53m 19.2s，赤緯-59° -31.96′ 54″。